# 少囊薹草
少囊薹草（学名：Carex egena）是莎草科薹草属的植物。分布在俄罗斯、朝鲜以及中国大陆的黑龙江、辽宁、河北等地，生长于海拔1,310米至1,350米的地区，多生于林下，目前尚未由人工引种栽培。